# Jill Johnson
Jill Johnson (született Svédország, Ängelholm, 1973. május 24. –) svéd énekesnő.
1998-ban Svédországot képviselte az Eurovíziós Dalfesztiválon, ahol Kärleken är című dalával a tizedik helyen zárt.

## Diszkográfia

### Albumok
- 1996 - Sugartree
- 1998 - När hela världen ser på
- 2000 - Daughter of Eve
- 2001 - Good Girl
- 2003 - Discography 1996-2003
- 2004 - Roots and Wings
- 2005 - Being who you are
- 2005 - The Christmas In You
- 2007 - Music Row
- 2008 - Baby Blue Paper
- 2009 - Music Row II
- 2010 - The Well-Known And Some Other Favourite Stories
- 2010 - Baby Blue Paper Live
- 2011 - Flirting With Disaster
- 2011 - Välkommen jul
- 2012 - A Woman Can Change Her Mind
- 2013 - Duetterna
- 2014 - Livemusiken från Jills veranda
- 2014 - Songs for Daddy